# Bodião-de-noronha
Conhecido como bodião-de-noronha, talassoma-azul, talassoma-nacional ou labro-do-brasil (Thalassoma noronhanum), é uma espécie de bodião endêmico da costa brasileira. É a única espécie de bodião do gênero Thalassoma conhecido que habita as águas costeiras do Brasil.

## Descrição
Possuem corpo alongado, subcilíndrico com cabeça arredondada. Os machos adultos são azuis no dorso e marrom-avermelhados na lateral do corpo. Cabeça azulada, rosada ou amarronzada, com faixas azuis irradiando dos olhos. As fêmeas e jovens são marrons no dorso e na região látero-ventral clara. Possuem nadadeiras peitorais transparentes com extremidades escuras.

## Biologia
O bodião-de-Noronha, habita recifes profundos de 40 a 60. Nas ilhas de Fernando de Noronha e Trindade, grupos de 10 a 450 indivíduos da fase inicial limpam outros peixes na coluna de água, próximos á fundos de recifes. Juvenis já foram vistos limpando tartarugas-verde (Chelonia mydas) e garoupas-caraúna (Cephalopholis fulva).

## Distribuição
É uma espécie endêmica do Brasil, podendo ser encontrados dês da região nordeste do país até o estado de São Paulo. A espécie também pode ser encontrada em varias ilhas oceânicas brasileiras, incluindo o Atol das Rocas, Fernando de Noronha, Trindade e São Pedro e São Paulo.

## Em cativeiro
É uma espécie comum de ser comercializada pelos aquaristas brasileiros, raramente são vistos internacionalmente.
É uma espécie rustica e aceita alimento industrializado.
Os  exemplares observados no mercado ornamental variam de 5 a 15 cm. É uma espécie considerada reefsafe.